# Shihoro
Shihoro (士幌町?) è una cittadina giapponese della prefettura di Hokkaidō.